# Státověda
Státověda je věda, která se zabývá vznikem, fungováním a znaky státu a vztahem mezi jeho institucemi. Obecná státověda se zabývá srovnáním ústav jednotlivých států a od ústavního práva ji odlišuje její všeobecnost.